# Allan Johansen
Allan Johansen (Silkeborg, 14 juli 1971) is een Deens voormalig wielrenner.

## Carrière
Johansen werd beroepswielrenner in 1998. Hij won verschillende eendagskoersen en boekte tevens ritzeges in de kleinere etappekoersen. In 2006 werd hij kampioen van Denemarken. Eind 2009 zette Johansen een punt achter zijn carrière. Hij was in 2013 actief als ploegdirecteur bij Concordia Forsikring-Riwal en in 2014 en 2015 bij Team Trefor-Blue Water.

## Overwinningen
1999
- Grand Prix Aarhus
- BKI Grand Prix
- Rund um Düren
- 1e etappe Ronde van Saksen
- 1e etappe Ronde van Hessen

2000
- Sønderborg-løbet

2002
- Parijs-Bourges
- 5e etappe Ronde van Rijnland-Palts

2004
- GP Jef Scherens
- Hel van het Mergelland

2005
- 4e etappe Ronde van Saksen

2006
- GP Herning
- 1e etappe Ronde van Luxemburg
- GP Jyske Bank
- Deens nationaal kampioenschap op de weg

2008
- Hadsten

## Resultaten in voornaamste wedstrijden
| Jaar | Ronde van Italië | Ronde van Frankrijk | Ronde van Spanje |
| ---- | ---------------- | ------------------- | ---------------- |
| 2000 |                  | 119e                |                  |
| 2002 |                  |                     |                  |
| 2003 |                  |                     |                  |
| 2004 |                  |                     |                  |
| 2005 |                  |                     | 123e             |
| 2006 |                  |                     |                  |
| 2007 |                  |                     |                  |
| 2008 |                  |                     |                  |

| Jaar | Milaan-San Remo | Gent-Wevelgem | Ronde van Vlaanderen | Parijs-Roubaix | Amstel Gold Race | Parijs-Brussel | Omloop Het Nieuwsblad | E3 Harelbeke |  | WK op de weg |
| ---- | --------------- | ------------- | -------------------- | -------------- | ---------------- | -------------- | --------------------- | ------------ |  | ------------ |
| 2000 | 137e            |               |                      |                |                  |                |                       |              |  |              |
| 2002 |                 |               |                      |                | 37e              |                |                       |              |  | 72e          |
| 2003 |                 |               |                      |                |                  |                | 22e                   |              |  |              |
| 2004 |                 |               |                      | 62e            |                  | Brons          |                       |              |  |              |
| 2005 |                 |               | 15e                  | 35e            |                  |                | 12e                   |              |  |              |
| 2006 | 127e            | 104e          | 34e                  | 31e            |                  |                |                       | 13e          |  |              |
| 2007 |                 |               | 112e                 |                |                  |                |                       | 5e           |  |              |
| 2008 |                 | 35e           |                      | 33e            |                  |                | 8e                    |              |  |              |

Wielerploegen van Allan Johansen
Andersen ·
Blaudzun · 
Corvers ·
Gilmore ·
Hamburger ·
Hoffman ·
Johansen ·
Jørgensen · 
Kyneb ·
Larsen ·
Bjarke Nielsen · 
Piil ·
Piziks ·
Rasmussen ·
Rittsel ·
Sandstød ·
Skibby · 
Michael Steen Nielsen ·
Ruberti (stagiair)
Andresen ·
Arvesen ·
Hansen ·
Johansen · 
Kristensen ·
Kyneb · 
Lhoir ·
Ljungqvist ·
Lochowski ·
Nielsen · 
Petersen ·
Skelde ·
Sonne ·
Sunderland ·
Vestøl ·
Bak (stagiair) ·
Ingeby (stagiair) ·
Wilson (stagiair) 
Andresen ·
Arvesen ·
Bäckstedt ·
Bak ·
Johansen · 
Jørgensen · 
Kristensen ·
Lhoir ·
Ljungqvist ·
Lochowski ·
Petersen ·
Rasmussen · 
Skelde ·
Sonne ·
Sunderland ·
Vestøl
Andresen ·
Arvesen ·
Bäckstedt ·
Bak ·
Grönqvist ·
Høj ·
Johansen · 
Jørgensen · 
Modin ·
Nielsen ·
Petersen ·
Rasmussen ·
Reihs ·
Riebenbauer · 
Rittsel ·
Skelde ·
Sunderland ·
Vestøl ·
Winn
Andresen ·
Bak ·
Blijlevens ·
Bos ·
ten Dam ·
van Dulmen ·
Engels ·
Johansen ·
van Katwijk ·
Kemna ·
van der Kooij ·
Petersen ·
Pronk ·
Smink ·
van der Ven ·
Vries · 
van der Wal
Arvesen ·
Bak ·
Basso ·
Blaudzun · 
Breschel ·
Bruun Eriksen ·
Calvente ·
Gerdemann ·
Guidi (tot 15/02) ·
Goesev ·
Hoffman (tot 15/07) ·
Johansen ·
Julich ·
Lombardi ·
Luttenberger ·
Michaelsen · 
Müller ·
Peron ·
Piil ·
Roberts ·
Sastre ·
A. Schleck ·
F. Schleck ·
N. Sørensen · 
Vandborg ·
Vande Velde ·
Voigt ·
Zabriskie ·
Klostergaard (stagiair) ·
C. A. Sørensen (stagiair) 
Arvesen ·
Bak ·
Basso ·
Blaudzun · 
Breschel ·
Cancellara   ·
Cuesta ·
Hoestov ·
Johansen ·
Julich ·
Klostergaard ·
Kroon ·
Ljungqvist ·
Lombardi ·
Luttenberger ·
Michaelsen · 
Müller ·
O'Grady ·
Pedersen ·
Peron ·
Piil ·
Roberts ·
Sastre ·
A. Schleck ·
F. Schleck ·
Sørensen · 
Vandborg ·
Vande Velde ·
Voigt ·
Zabriskie
Arvesen · Bak · Blaudzun · Breschel · Cancellara     · Cuesta · Goss · Haedo · Hoestov · Johansen · Julich · Klostergaard · Kolobnev · Kroon · Ljungqvist · Lund · Michaelsen (tot 15/04) · O'Grady · Pedersen · Roberts · Sastre · A. Schleck · F. Schleck · C. A. Sørensen · N. Sørensen · Vande Velde · Voigt · Zabriskie
Arvesen ·
Bak ·
Blaudzun · 
Bøchman ·
Breschel ·
Cancellara     ·
Cuesta ·
Goss ·
Haedo ·
Hoestov ·
Johansen (tot 30/04) ·
Julich ·
Klostergaard ·
Kolobnev ·
Kroon ·
Larsson ·
Ljungqvist ·
Lund ·
McCartney ·
McGee · 
O'Grady ·
Sastre ·
A. Schleck ·
F. Schleck ·
C. A. Sørensen ·
N. Sørensen · 
Steensen ·
Van Goolen ·
Voigt ·
Bellis (stagiair) ·
Didier (stagiair) · 
Fuglsang (stagiair)